# 費森鎮區 (北卡羅萊納州杜普林縣)
費森鎮區（英語：Faison Township）是位於美國北卡羅萊納州杜普林縣的一個鎮區。

## 地方資料
費森鎮區的面積為195.02平方千米，皆為陸地。根據2020年美國人口普查的數據，當地共有人口3432人，而人口密度為每平方千米17.6人。